# Ikarus 555
Az Ikarus 555 az Ikarus gyár távolsági autóbusz prototípusa volt, amelyből egyetlen kísérleti példány készült.

## Története
Még éppen hogy csak elkezdett igazán felfutni az Ikarus 55-ös típus, amikor a gyár tervezői már annak utódján kezdtek el dolgozni. Ennek a munkának lett az eredménye, a már 1957-ben elkészülő 555-ös típus. A jármű építésében két mérnök neve kiemelendő: Michelberger Pál, a vázszerkezet tervezője és Deák László, a formatervező. Közvetlen elődjéhez hasonlóan ez a jármű is farmotor konstrukcióban épült, azonban az 55-östől és gyakorlatilag a teljes magyar autóbusz palettától eltérően boxer motorral szerelték fel. Ezt a hajtóművet a Járműfejlesztési Intézet tervezte meg és a Csepel Művek gyártotta le az Ikarus számára. 200 lóerős teljesítményével hosszú időn át a legerősebb Magyarországon gyártott motor címet viselte, azonban sorozatgyártásra, csak úgy, mint az 555-ös típuséra, nem került sor.
Az autóbusz tervezésénél fontos szempont volt, hogy végre el tudják hagyni a drágán előállítható, íves tetőablakokat. Emiatt megemelték az ablakok magasságát, illetve azok, a hatékonyabb szellőzés érdekében 1/3-ad részben nyithatókká váltak.
A prototípus az általános próbakörök lefutása után megjárta az 1958-as Budapesti Nemzetközi Vásárt is, azonban sorozatgyártásba soha nem került. Ennek két fő oka, hogy az Ikarus 55-ösre továbbra is hatalmas volt az igény és érdeklődés, illetve, hogy a speciális boxermotor rendszeres műszaki hibákkal rendelkezett.
1958-at követően, a típus egyetlen példánya a 16. AKÖV-höz került, majd az AKÖV-ök átszervezése után a MÁVAUT kötelékébe, ahol ismeretlen idejű leselejtezéséig szolgált.